# HMS Ocean (1761)
HMS Ocean (1761) — 90-пушечный линейный корабль второго ранга. Первый корабль Королевского флота, названный Ocean. Заказан 22 апреля 1758, спущен на воду 21 апреля 1761. 
При постройке имел рейтинг 90-пушечного. Во время общего довооружения кораблей 2 ранга повышен до 98-пушечного.

## Служба
Участвовал в Американской войне за независимость.
1778 — был при острове Уэссан в адмиральском дивизионе.
1781 — 12 декабря в составе эскадры контр-адмирала Кемпенфельта участвовал в разгроме французского конвоя.
1782 — капитан Р. Боджер (англ. R. Bodger); с флотом лорда Хау участвовал в снятии осады с Гибралтара, был у мыса Спартель как флагман арьергарда под флагом вице-адмирала Милбэнка англ. Mark Milbanke.
В 1793 исключен из списков и продан.